# Verwaltungsverfahrensgesetz (Schweiz)
Das Bundesgesetz über das Verwaltungsverfahren (Verwaltungsverfahrensgesetz, VwVG; französisch Loi fédéral sur la procédure administrative, italienisch Legge federale sulla procedura amministrativa) der Schweizerischen Eidgenossenschaft vom 20. Dezember 1968 regelt die Tätigkeit der Bundesverwaltung.

## Geschichte
Vor dem Erlass des Verwaltungsverfahrensgesetzes war das Verwaltungsverfahrensrecht des Bundes in einer Serie von unabhängigen Erlassen und im Gewohnheitsrecht geregelt. Das Gesetz war gedacht zur Vereinheitlichung der Regulierung des «normalen» Verwaltungsverfahrens: einerseits das nicht streitige Verwaltungsverfahren (Erlass und Vollstreckung von Verfügungen durch die Bundesverwaltung oder den Bundesrat in erster Instanz) und andererseits das Beschwerdeverfahren gegen dieselben Verfügungen des Bundes.
Im Rahmen der Totalrevision der Bundesrechtspflege 2007 wurde auch das Verwaltungsverfahrensgesetz abgeändert. Besonders bemerkenswert ist der neue Art. 25a VwVG, in dem die Möglichkeit, über eine (sonst nicht anfechtbare) widerrechtliche Handlung des Bundes eine Verfügung zu verlangen, geregelt ist. Damit wird der Rechtsschutz im Bereich der Realakte wesentlich ergänzt.
Nicht anwendbar ist das Verwaltungsverfahrensgesetz auf das Verfahren vor dem Bundesgericht; da gilt primär das Bundesgesetz über das Bundesgericht (BGG). Für das Verfahren vor dem Bundesverwaltungsgericht gilt das Bundesgesetz über das Verwaltungsgericht (VGG).

## Aufbau
Das Gesetz ist in fünf Abschnitten gegliedert.

### Erster Abschnitt: Geltungsbereich und Begriffe (Art. 1–6 VwVG)
Dieser Abschnitt enthält Regelungen zum Geltungsbereich und definiert die Begriffe Verfügung und Partei.

### Zweiter Abschnitt: Allgemeine Verfahrensgarantien (Art. 7–43 VwVG)
Der zweite Abschnitt regelt:
- Zuständigkeit der Behörde und ihre Zusammensetzung (Ausstand)
- Vertretung und Verbeiständung der Parteien
- Feststellung des Sachverhaltes (Grundsatz: Inquisitionsmaxime)
- Fristen
- Feststellungsverfahren, inklusive den Anspruch einer Verfügung über Realakte
- Akteneinsicht
- Rechtliches Gehör
- Verfahrenssprache
- Gütliche Einigung und Mediation
- Eröffnung
- Vollstreckung

### Dritter Abschnitt: Das Beschwerdeverfahren im Allgemeinen (Art. 44–71 VwVG)
Der dritte Abschnitt regelt:
- Voraussetzungen des Beschwerdeverfahrens: Anfechtungsobjekt, zuständige Instanz, Legitimation, Gründe, Frist, Form und Inhalt der Beschwerdefrist
- Rechtsverweigerung und Rechtsverzögerung
- Verfahren bis zum Beschwerdeentscheid
- Beschwerdeentscheid
- Revision des Beschwerdeentscheides
- Besondere Beschwerdearten

### Vierter Abschnitt: Besondere Behörden (Art. 71a–79 VwVG)
Der vierte Abschnitt regelt die Fälle, in denen der Bundesrat oder die Bundesversammlung über den Rechtsstreit entscheiden.

### Fünfter Abschnitt: Schluss- und Übergangsbestimmungen (Art. 80–82 VwVG)
Der fünfte Abschnitt regelt die Aufhebung und Anpassung des Gesetzes, die Übergangsbestimmungen, und das Inkrafttreten (inklusive der grösseren Änderungen des 18. März 1994 und 17. Juni 2007).